# Ernst zu Reventlow
Le comte Ernst Christian Einar Ludwig Detlev zu Reventlow, né le 18 août 1869 à Husum et mort le 21 novembre 1943 à Munich, est un officier de marine allemand, journaliste et politicien du mouvement völkisch et national-socialiste qui fut auteur d'ouvrages sur la marine, la politique et la religion.

## Biographie
Ernst zu Reventlow est issu de la famille Reventlow, de la noblesse immémoriale du Holstein et du Mecklembourg. Il est le fils du comte Ludwig zu Reventlow (1824-1893), propriétaire terrien dans le Holstein et chef de district, et de son épouse, née Emilie zu Rantzau (de) (1834-1905), et le frère de la femme de lettres bohême de Schwabing, Fanny zu Reventlow, dont les idées sont les opposées des siennes. Il entre dans la marine impériale allemande en 1888, et poursuit ses études à l'académie militaire de marine de Kiel. Il devient Oberleutnant en 1898. Il est nommé au grade de capitaine-lieutenant en 1899 et épouse la même année une jeune aristocrate française, Blanche Comtesse d'Allemont de Broutillot (1873-1937). Il donne alors sa démission de la marine pour tenter sa chance en tant que planteur en Amérique du Sud, mais il revient en Allemagne en 1905 et devient écrivain, publie des ouvrages politiques comme Kaiser Wilhelm II. und die Byzantiner (1906), plutôt critique vis-à-vis de l'entourage impérial. Il écrit à partir de 1907 des exposés sur la marine et la politique étrangère dans le Berliner Tageblatt et se présente comme un défenseur de la marine allemande, contre la Royal Navy, alors première du monde. Il écrit aussi pour diverses publications proches du parti populaire allemand, comme la Tägliche Rundschau, la Deutsche Tageszeitung, ou la Kreuz-Zeitung, fondées par Heinrich Rippler.
Reventlow est candidat du Parti social allemand aux élections du Reichstag de 1907 et 1912, pour la circonscription de Flensburg-Apenrade, mais n'est pas élu. Membre du Alldeutscher Verband, il est rédacteur en chef de 1908 à 1914 de leur publication Alldeutsche Blätter, périodique qui critique la mainmise en économie des Juifs dans l'Empire allemand et leur influence dans le monde de la finance et de la culture. Reventlow est un proche du mouvement völkisch et évolue vers l'antisémitisme. Il s'oppose aussi à la politique de guerre du chancelier von Bethmann-Hollweg pendant la Guerre de 1914-1918. Il est l'un des membres fondateurs du Deutschvölkische Freiheispartei (DVFP), pendant la république de Weimar. Ce petit parti fondé en décembre 1922 se positionne sur des thèmes pro-allemands, cherchant à réparer l'affront du traité de Versailles et de plus en plus anti-juifs, et nationaux-révolutionnaires. Il crée un journal pour lequel il écrit jusqu'à sa mort, le Reichswart. Celui-ci prend des positions pro-ouvrières au début qui sont reprises en 1923 par Die Rote Fahne, organe journalistique du parti communiste allemand, mais ses positions font long-feu. Cependant il reste en faveur de la détention pour moitié du capital des entreprises par les ouvriers. Reventlow se détourne de Gustav Stresemann et dérive de plus en plus vers un radicalisme Völkisch : il est opposé à l'entrée de l'Allemagne dans la Société des Nations en 1926 et, logiquement, il entre au NSDAP en mai 1927 après s'être confronté à des aristocrates conservateurs. Ses amis et lui-même forment un groupe plus ouvriériste et socialiste au sein du national-socialisme, à la file de Gregor Strasser. Cette tendance aura de moins en moins d'influence et après la mort de Strasser pendant la nuit des Longs Couteaux en 1934, Reventlow est de plus en plus isolé.
Reventlow, de plus en plus radical, fait aussi partie d'un mouvement païen anti-chrétien, le Deutsche Glaubensbewebung (Mouvement de la foi germanique), fondé sur des mythes pseudo-nordiques et aryens, avec un mélange d'hindouisme, voulant se substituer comme nouvelle religion, mais il en sort en 1936. Il rompt officiellement avec le christianisme en 1938.
À partir de 1937 il est éditeur d'une revue de l'Institut zur Erforschung der Judenfrage (Institut de recherche sur la question juive). Il meurt en 1943.
Son fils unique, Roger, né en 1896, meurt en 1945.

## Quelques œuvres
- Die deutsche Flotte. Ihre Entwicklung und Organisation, 1901
- Der russisch-japanische Krieg, 1904
- Holder Friede. Süße Eintracht, 1906
- Deutschands auswärtige Politik, 1888-1913, 1914
- Deutschland zur See, 1914
- Der Vampir des Festlands. Eine Darstellung der englischen Politik nach ihren Triebkräften, Mitteln und Wirkungen, 1915
- Brauchen wir die flandrische Küste?, 1918
- Politische Vorgeschichte des Großen Krieges, 1919
- Völkisch-kommunistische Einigung?, 1924
- Minister Stresemann als Staatsmann und Anwalt des Weltgewissens, 1925
- Kriegschuldlüge und Kriegschuldlügner, 1929
- Deutscher Sozialismus, 1930
- Der Weg zum neuer Deutschland, 1931
- Der deutsche Freiheitkampf, 1934
- Wo ist Gott?, 1934
- Judas Kampf und Niederlage in Deutschland. 150 Jahre Judenfrage, 1937
- Von Potsdam nach Doorn, 1940